# Goldner Gábor
Goldner Gábor (Kolozsvár, 1940. május 29. – Kolozsvár, 2011. augusztus 23.) erdélyi matematikus.

## Élete és munkássága
A kolozsvári Victor Babeş Egyetemen végzett matematika szakot, és az egyesített Babeș–Bolyai Tudományegyetem matematika (később matematika-informatika) karán tanított, 2005-ben a magyar tagozat docenseként ment nyugdíjba. 1982-ben doktorált a jászvásári egyetemen Adolf Haimovoci professzornál Metode iterative pentru rezolvarea ecuaţiilor cu derivate parţiale (Parciális differenciálegyenletek megoldása iteratív módszerekkel) című tézisével. Kutatási területe a numerikus analízis volt.
A Kolozsvári Zsidó Hitközség elnöke volt 2001–2006 között. A magyar és a román kultúrát egyaránt ismerte. Diákszínjátszó előadásásokat is rendezett.

## Válogatás cikkeiből
- Goldner, G.; Trîmbiţaş, R.: A combined method for a two-point boundary value problem. Pure Math. Appl. 11 (2000), no. 2, 255–264 (2001).
- Goldner, G.; Trîmbiţaş, R.: A combined method usable for ordinary differential equations. 3rd National Conference on Mathematical Analysis and Applications (Timisoara, 1998). An. Univ. Timisoara Ser. Mat.-Inform. 36 (1998), no. 2, 263–278.
- Vizvári B.; Goldner, G.: On the Effective and Rational Distribution of Incomes RUTCOR, Rutgers University, Research Report, RRR 15-95.
- Balázs, M.; Goldner, G.: On approximatively solving certain operator equations. Studia Univ. Babeș-Bolyai Math. 34 (1989), no. 2.
- Balázs, M.; Goldner, G.: On the approximate solution of operator equations in Hilbert space by a Steffensen-type method. Rev. Anal. Numér. Théor. Approx. 17 (1988), no. 1, 19–23.
- Balázs, M.; Goldner, G: On Steffensen's method in Fréchet spaces. Studia Univ. Babeș-Bolyai Math. 28 (1983), 34–37.
- Balázs, M.; Goldner, G.: On approximate solving by sequences the equations in Banach spaces. Rev. Anal. Numér. Théor. Approx. 8 (1979), no. 1, 27–31.
- Balázs, M.; Goldner, G. Observations on divided differences and on the method of chords. (román nyelven), Rev. Rev. Anal. Numer. Théor. Approx. 3 (1974), no. 1, 19–30 (1975).
- Goldner, G.: On the divided differences and Fréchet derivatives. Rev. Anal. Numér. Théor. Approx. 3 (1974), no. 1, 33–36.
- Balázs, M.; Goldner, G.: On existence of divided differences in linear spaces. Rev. Anal. Numér. Théor. Approx. (1973), 5–9.
- Goldner, G.: Remark on L-supermetric spaces. Z. Angew. Math. Mech. 52 (1972), no. 9, 496.
- Groze, S.; Goldner, G.; Jankó, B.: On the method of chords in the solution of operator equations defined in supermetric spaces (román nyelven). Stud. Cerc. Mat. 23 (1971), 719–725.
- Balázs, M.; Goldner, G.: Difference quotients in Banach spaces and some of their applications. (román nyelven) Stud. Cerc. Mat. 21 1969 985–996, 46.45
- Balázs, M.; Goldner, G.: On an iterative method with difference quotients of the second order. Studia Sci. Math. Hungar. 4 1969 249–255.
- Goldner, G.; Balázs, M.: On the method of the chord and on a modification of it for the solution of nonlinear operator equations (román nyelven). Stud. Cerc. Mat. 20 1968 981–990.
- Balázs, M.; Goldner, G.: On the solution of nonlinear operator equations by the method of tangent parabolas (román nyelven). Stud. Cerc. Mat. 20 1968 801–807, 35.95 (65.00)
- Jankó, B.; Goldner, G.: On the solution of operator equations by the method of Cebyšev. II. (román nyelven) Studia Univ. Babeș-Bolyai Ser. Math.-Phys. 13 1968 no. 2, 55–58.
- Balázs, M.; Goldner, G.: On an analogical iterative method with the method of the tangent hyperbolas. Comment. Math. Univ. Carolinae 9 1968 263–268.